# 竹内良輔
竹内 良輔（たけうち りょうすけ、1980年11月20日 - ）は、日本の漫画家、漫画原作者。兵庫県淡路島出身、兵庫県立洲本高等学校、関西学院大学卒業。父親は洲本市長の竹内通弘。

## 略歴
- 1999年、第41回天下一漫画賞にて「蟹の縦這い」で最終候補。
- 2000年、第60回手塚賞にて「47th dreaming」で佳作を受賞。
- 2010年、『少年ジャンプNEXT!』にて読切「白舟くんと天体系彼女」でデビュー。
- 2011年、『週刊少年ジャンプ』にて原作者として「ST&RS -スターズ-」で連載デビュー。

## 作品リスト

### 漫画
- 白舟くんと天体系彼女（少年ジャンプNEXT! 2010年SPRING掲載、47ページ）
- ST&RS -スターズ-（原作担当、漫画：ミヨカワ将、週刊少年ジャンプ、2011年30号 - 2012年20号、全5巻）
- All You Need Is Kill（構成担当、原作：桜坂洋、キャラクター原案：安倍吉俊、漫画：小畑健、週刊ヤングジャンプ、2014年6・7合併号 - 26号）
- All You Need Is Kill ロンドンルポまんが（週刊ヤングジャンプ 2014年26号掲載）
- 憂国のモリアーティ（構成担当、原案：アーサー・コナン・ドイル（「シャーロック・ホームズ」シリーズ）、漫画：三好輝、ジャンプSQ. 2016年9月号[4] - 2023年1月号（第一部）[5]、2025年1月号[6] - （第二部））

## その他
好きな漫画は『宇宙兄弟』『レベルE』『Spirit of Wonder』。

## 師匠
- 暁月あきら[7]
- 村田雄介[8]
- 河下水希[9]